# 崔之兰
崔之兰（1902年—1971年），字友松，女，安徽太平人，中国动物形态学家、教育家，曾任清华大学教授，北京大学教授，夫張景鉞。